# Ganonema extensum
Ganonema extensum là một loài Trichoptera trong họ Calamoceratidae. Loài này có ở miền Ấn Độ - Mã Lai và miền Cổ bắc.